# Євсюгін Аркадій Дмитрович
Аркадій Дмитрович Євсюгін (25 січня 1910, село Верхня Пеша Мезенського повіту Архангельської губернії, тепер Заполярного району Ненецького автономного округу Архангельської області, Російська Федерація — 15 грудня 1994, місто Архангельськ, Російська Федерація) — радянський партійний діяч, 1-й секретар Ненецького окружного комітету ВКП(б). Депутат Верховної Ради СРСР 1-го скликання (1937—1938).

## Біографія
Народився в родині напівосілого ненця-бідняка, писаря тиманського старшини. У 1926 році вступив до комсомолу.
У 1927—1928 роках — курсант Архангельської школи радянського і партійного будівництва.
У 1928—1930 роках — секретар виконавчого комітету Тиманської тубільної тундрової ради.
Член ВКП(б) з 1930 року.
У 1930—1933 роках — студент Інституту народів Півночі в Ленінграді. Під час навчання обирався відповідальним секретарем комсомольської організації інституту, співпрацював в студентському журналі «Тайга і тундра».
У 1933—1936 роках — 1-й секретар Большеземельського районного комітету ВКП(б) Ненецького національного округу.
У 1936—1937 роках — 2-й секретар Ненецького окружного комітету ВКП(б).
У 1937—1938 роках — 1-й секретар Ненецького окружного комітету ВКП(б).
У 1938 році заарештований органами НКВС. 28 серпня 1939 року засуджений за статтею 58 п.7 кримінального кодексу РРФСР до 25-ти років позбавлення волі і 5-ти років поразки в правах. Відбував покарання в Магаданській області. У 1954 році вирок скасували за відсутність складу злочину.
У 1955—1957 роках — інженер-добувач Архангельського обласного управління моторно-рибальських станцій.
У 1958—1959 роках — голова виконавчого комітету Большеземельської районної ради депутатів трудящих Ненецького автономного округу.
У 1959—1965 роках — завідувач комунального відділу виконавчого комітету Нар'ян-Марської міської ради депутатів трудящих Ненецького автономного округу.
Потім — на пенсії в місті Архангельську. Помер 15 грудня 1994 року.